# Konrad Maria Krug
Konrad Maria Krug (* 21. August 1892 in Düren; † 29. Januar 1964 in Münster; Pseudonym: Kuno Testa)  war ein deutscher Lehrer.

## Leben
Krug studierte Theologie und Philosophie in Bonn (1912 bis 1914) und Philologie in Münster (1914 bis 1917). Anschließend trat er als Lehrer in den Schuldienst ein. Er wurde 1923 zum Dr. phil. promoviert und war ab April 1927 als Studienrat am Realgymnasium (heute Ruhr-Gymnasium) in Witten tätig. Anschließend leitete er von 1948 bis 1958 als Oberstudiendirektor das Gymnasium in Neheim-Hüsten.
Ab April 1955 wohnte die Familie Krug in Münster.
Neben seiner Lehramtstätigkeit gründete und unterstützte Krug mehrere Freilichtbühnen und Laienspiele in Nordrhein-Westfalen. 
Seine Initiative führte 1947 zur Gründung des Landesverbandes der Volkshochschulen von NRW.
Konrad Maria Krug war verheiratet mit Anna Sophia Henriette, geb. Koch (1892–1981).

## Leistungen
Krugs besonderes Engagement galt neben seiner Lehramtstätigkeit der Weiterbildung Erwachsener. 
Direkt nach dem Ersten Weltkrieg inszenierte er mit der Laienspielgruppe Das Feuerschiff im Münsterischen Dom Freilichtaufführungen. Diese Gruppe gab dann mit der Inszenierung Die Perser von Aischylos 1923 den Startschuss für die Freilichtbühne Tecklenburg.  1926 gründete Krug die Landesheimatspiele der Provinz Westfalen auf dem Hohenstein in Witten, die er in den folgenden sechs Jahren zur größten Freilichtbühne Deutschlands ausbaute. Außerdem führte Krug Regie und leitete die Freilichtbühnen in Haltern, Stromberg (Oelde) und Kalkar. 
Nach dem Zweiten Weltkrieg wurde Krug in Witten zum ersten Volkshochschulleiter der Nachkriegszeit und 1947 zum ersten Vorsitzenden des Landesverbandes der Volkshochschulen von Nordrhein-Westfalen gewählt. 

## Schriften
- Das Laienspiel: eine Hinführung zu Seinem Verständnis und eine Anleitung für die Praxis, Aschendorff, 1962.
- Das Bleibende schaffen die Dichter: eine Einführung in die Grundgedanken moderner Lyrik, Buchgemeinschaft für Volkshochschulen, 1955.
- Zacharias Werner und die Bühne Westfälische Vereinsdruckerei, 1923.